# Махореро
Махореро (исп. perro majorero) — древняя малоизученная порода собак, выведенная на острове Фуэртевентура Канарского архипелага (Испания) и практически неизвестная за его пределами; живой символ Фуэртевентуры, культуры и истории островов. Веками использовалась для охраны скота. Изображена на фамильном гербе французского мореплавателя Жана де Бетанкура.
Является прародителем канарского дога, который унаследовал от неё силу, выносливость и своеобразный окрас цвета вулканической лавы — чёрный с оливиновыми прожилками, — свойственный только этим двум породам. Международной кинологической федерацией не признана.

## История породы
Название породы происходит от названия местности на острове Фуэртевентура, однако на Тенерифе её чаще называют верди́нос, что в переводе означает «зеленоватые».
Собаки этой породы были впервые описаны древнеримским учёным Плинием Старшим со слов мавров, прибывших на Канарские острова в начале нашей эры и обнаруживших их у гуанчей. Они были охарактеризованы как огромные и очень свирепые собаки с плавными кошачьими движениями. В знак установления дипломатических отношений маврам было подарено несколько щенков махореро.
В 1979 году прошла первая выставка этих собак в Туинехе, а Испанским клубом собаководства (Real Sociedad Canina de España) официально утверждён стандарт породы, которая в 1994 году была также признана коренной.
Увеличение потока туристов на острова с 1970-х годов стало причиной скрещивания прежде изолированных от внешнего мира махореро с другими, в том числе иностранными, породами, что влекло за собой опасность вымирания, в связи с чем в 2007 году на Фуэртевентуре было основано Общество по сохранению махореро (Asociación para la Conservación del Perro Majorero) с филиалами на Гран-Канарии и Тенерифе.

## Внешний вид

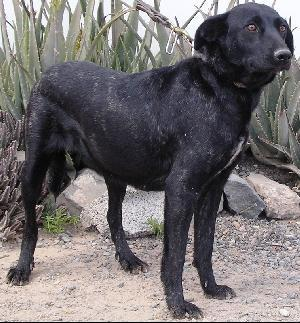

Собака среднего размера, почти квадратного формата, круп немного выше холки. Череп широкий, переход ото лба к морде выражен. Длина морды чуть меньше длины черепа, нос чёрного цвета. Челюсти мощные, прикус ножницеобразный, но допускается и прямой. Глаза светло-коричневые или цвета миндаля, либо оттенков от жёлтого до тёмно-коричневого. Уши в зависимости от ситуации могут быть отведёнными в стороны с опущенными кончиками или прижатыми к голове и быть почти не различимыми при взгляде спереди или в профиль.
Шея массивная, мускулистая, без подвеса, выглядит несколько непропорционально голове. Грудь широкая и глубокая. Конечности крепкие, прямые, чуть меньше высоты тела, из-за чего собака имеет слегка растянутый формат, подушечки пальцев хорошо развиты. Хвост толстый, его принято купировать на 2—3 сантиметра.
Шерсть средней длины, плотная, но мягкая на ощупь. Окрас чёрный с прожилками, которые могут быть либо хорошо заметны, либо слабо видны и иметь цвет от зеленоватого до бежевого, с различными тонами. Допускаются белые отметины в виде однородного или звездообразного пятна на шее, груди или нижней части конечностей.
Высота в холке кобелей — 57—63 см, сук — 55—61 см, вес кобелей — от 30 до 45 кг, сук — от 25 до 35 кг.

## Темперамент

Фамильный герб Жана де Бетанкура

Махореро спокойны, верны, расположены к человеку, являются отличными сторожами и охранниками, не имея при этом предрасположенности к агрессивному поведению. Они полностью ориентированы на своего хозяина и при открытом поведении его с гостем, никогда не проявят к тому злобы. Подходят в качестве семейной собаки, однако нуждаются в определённом пространстве и длительных прогулках. Относятся к собакам позднего взросления, у них сильно развит стайный инстинкт, отчего они стараются держаться вместе.
Эти собаки физически выносливы, очень храбры, для них не имеет значения размер и сила противника, будь то человек или животное, от которого они должны защищать то, что им доверено. Хорошо работают с крупным рогатым скотом, не причиняя ему вреда, и по этой причине очень ценятся на всех островах Канарского архипелага. Махореро недоверчивы и сохраняют дистанцию перед незнакомыми людьми, готовые к решительным действиям, независимо от того, находятся они на привязи или нет.

## Комментарии
1. ↑  Испанским клубом собаководства порода отнесена к группе пастушьих и скотогонных собак[4].
2. ↑  Махореро с некупированным хвостом более слабые и чаще подвержены заболеваниям[1].